# سلفوكسافلور
سلفوكسافلور (بالإنجليزية: Sulfoxaflor)، مبيد حشري يعمل بمثابة سم عصبي للحشرات ويعتبر واحدا من المركبات الكيميائية التي تدعى سلفوكسيمينات والتي تؤثر على الجهاز العصبي المركزي للحشرات.يتم تسويقه أيضًا تحت اسم إيزوكلاست

## آلية العمل
سلفوكسافلور مبيد حشري، يعمل كسم عصبي للحشرات المصابة، ويقتل عند التلامس أو الابتلاع.
يستخدم سلفوكسافلور ضد الحشرات التي تتغذى على العصارة مثل سلفوكسيمين، وهي مجموعة فرعية من المبيدات الحشرية التي تعمل كمعدلات تنافسية لمستقبلات الأسيتيل كولين النيكوتين (nAChR).   يرتبط سلفوكسافلور بـ nAChRs بدلاً من الأسيتيل كولين. يسبب ارتباط السلفوكسافلور نبضات عصبية غير منضبطة تؤدي إلى رعشات عضلية يتبعها شلل وموت. 
تشتمل المجموعات الفرعية الأخرى للمُعدِّل التنافسي لـ nAChR والتي ترتبط بشكل مختلف على المستقبلات عن السلفوكسيمينات على مبيدات النيكوتين والنيكوتين والبيوتينوليدات .   
يرتبط سلفوكسافلور بمستقبلات الخلايا العصبية للحشرات أكثر من ارتباطه بمستقبلات الخلايا العصبية للثدييات، فإن هذا المبيد الحشري يكون انتقائياً أكثر سمية للحشرات من الثدييات. 

### التأثيرات غير المستهدفة
يوصى بالاستخدام فقط عندما تنعدم احتمالية وجود الملقحات في منطقة ما لأن سلفوكسافلور شديد السمية للنحل إذا لامست قطرات الرش بعد وقت قصير من التطبيق ؛ يتم تقليل السمية بعد أن يجف الرذاذ. 

## روابط خارجية
- القرار النهائي لوكالة حماية البيئة بشأن المكون النشط الجديد سلفوكسافلور
- حصلت Dow AgroSciences على تسجيل وكالة حماية البيئة الأمريكية لـ Sulfoxaflor Dow AgroSciences تحصل على تسجيل وكالة حماية البيئة الأمريكية لـ Sulfoxaflor (بيان صحفي) نسخة محفوظة 19 ديسمبر 2013 على موقع واي باك مشين.